# Liste der Kulturdenkmäler in Welling
In der Liste der Kulturdenkmäler in Welling sind alle Kulturdenkmäler der rheinland-pfälzischen Ortsgemeinde Welling aufgeführt. Grundlage ist die Denkmalliste des Landes Rheinland-Pfalz (Stand: 27. Oktober 2023).

## Einzeldenkmäler
| Bezeichnung                          | Lage                                             | Baujahr                    | Beschreibung | Bild                                    |
| ------------------------------------ | ------------------------------------------------ | -------------------------- | --- | --------------------------------------- |
| Ottilienkapelle                      | Ackerstraße Lage                                 |                            | Wegekapelle | Fotos hochladen                         |
| Ruine der Alten Kirche               | Alter Kirchweg 22 Lage                           | Mitte des 13. Jahrhunderts | heute Kriegergedächtniskapelle; Turm und Chor, Mitte des 13. Jahrhunderts, Umbau in der Mitte des 15. Jahrhunderts, Umgestaltung 1904, Abbruch des Langhauses 1882; Gesamtanlage mit dem Friedhof | weitere Bilder Fotos hochladen          |
| Grabkreuze                           | Alter Kirchweg, bei Nr. 22 auf dem Kirchhof Lage | 16. bis 18. Jahrhundert    | etwa 60 Grabkreuze/Grabplatten, teilweise aus dem 16. Jahrhundert (1593) und 17. Jahrhundert (1691), großteils aus dem 18. Jahrhundert; Wegekreuz, Nischentyp, bezeichnet 1677; Bildstock, 1665   | Fotos hochladen                         |
| Katholische Pfarrkirche St. Paulinus | Mayener Straße Lage                              | 1880–82                    | neufrühgotischer Saalbau, neuspätromanisch-niederrheinischer Vierungsturm, Treppentürme, 1880–82, Architekt Caspar Clemens Pickel, Düsseldorf                                                     | weitere Bilder Fotos hochladen          |
| Kapelle                              | Mayener Straße, Ecke Mühlenweg Lage              | 19. Jahrhundert            | Kapelle, 19. Jahrhundert; Wegekreuz, 17. Jahrhundert | Fotos hochladen                         |
| Elzerkreuz                           | Ruitscher Straße, am Ortseingang Lage            | 1842                       | Kreuze, bezeichnet 1842 | Fotos hochladen                         |
| Gasthaus                             | Viedelstraße 2 Lage                              | Ende des 19. Jahrhunderts  | Gasthaus, Krüppelwalmdachbau, Ende des 19. Jahrhunderts | BW                                      |
| Bildstock                            | Viedelstraße, bei Nr. 10 Lage                    | 1810                       | Bildstock, bezeichnet 1810 | BW                                      |
| Wegekreuz                            | am Ortsrand                                      | 1668                       | Wegekreuzfragment, bezeichnet 1668 | Direkt Bild zu diesem Denkmal hochladen |
| Kreuz                                | am Ortsrand                                      | 1868                       | Kreuz, bezeichnet 1868 | Direkt Bild zu diesem Denkmal hochladen |
| Kapelle mit Kreuzweg                 | nördlich des Ortes Lage                          | 18. und 19. Jahrhundert    | Kapelle mit Kreuzwegstationen; Wegekreuz, eventuell aus dem 18. Jahrhundert; Kreuzwegstationen verfallen; Kreuzwegstation am Friedhof, Stelentyp, 19. Jahrhundert                                 | Fotos hochladen                         |
| Geilenkreuz                          | nordöstlich des Ortes Lage                       | 1668                       | Geilenkreuz, bezeichnet 1668 | BW                                      |
| Hauserkreuz                          | nordöstlich des Ortes Lage                       |                            | Hauserkreuz | BW                                      |
| Klosenkreuz                          | nordöstlich des Ortes Lage                       | 1668                       | Klosenkreuz, bezeichnet 1668; 2015 erheblich beschädigt | BW                                      |
| Wegekreuz                            | nordwestlich des Ortes an der K 51 Lage          | 1715                       | Wegekreuz, bezeichnet 1715 | BW                                      |
| Hochlayermühl                        | östlich des Ortes Lage                           |                            | Hochlayermühl | BW                                      |
| Kreuz                                | westlich des Ortes                               |                            | Kreuz | Direkt Bild zu diesem Denkmal hochladen |